# Deborah Owusu-Bonsu
Pour les articles homonymes, voir Owusu et Bonsu.
Deborah Owusu-Bonsu, née le 25 août 1984, est une animatrice de télévision ghanéenne, une top-model et une graphiste, d'origine akan. Sous le surnom de Sister Deborah, elle est aussi l'auteure et l'interprête d'un tube azonto, Uncle Obama.

## Biographie
Deborah Vanessa Owusu-Bonsu est née le 25 août 1984 au Ghana d'un père ashanti et d'une mère roumaine. Ses deux parents sont des passionnés de musique du monde et d'art. Elle est la sœur d'un musicien hiplife, Wanlov the Kubolor (en). Elle fait des études à Cape Coast. Elle prolonge ensuite par des études supérieures au Ghana puis à Londres, devenant titulaire d'un Bachelor's Degree dans le domaine de l'Édition de l'université des sciences et technologies Kwame Nkrumah, suivi d'un Master Degree in Book/Journal Publishing de l'université des arts de Londres. 
En tant qu'artiste graphique, elle  travaille pour diverses entreprises au Ghana, aux États-Unis et au Royaume-Uni. Elle devient ensuite animatrice d'émissions de télévision, et mannequin . .
En 2012, elle crée un titre musical, intitulé Uncle Obama, en référence à Barack Obama. Ce morceau, léger et ironique, est initialement destiné à un cercle d'amis. Propagé par les réseaux sociaux, il est remarqué. Elle l'enregistre, sort un single, assorti d'un clip musical,,. Le single devient un tube. Il est également diffusé sur CNN, toujours en 2012, pendant un débat entre le président américain et le républicain Mitt Romney. Depuis 2012, Owusu-Bonsu passe dans l'émission The Late Nite Celebrity Show  diffusée par le réseau de télévision E.tv Ghana (en). Elle s'y produit également avec son ami, le rappeur Medikal (en).